# 工業品外觀設計國際註冊海牙協定
《工業品外觀設計國際註冊海牙協定》又稱為海牙體系，由世界知識產權組織管理。協定提供給成員國僅需使用一種語言提交一件國際申請，即可在多個司法管轄區尋求外觀設計保護。